# Gušteran sićušni
Gušteran sićušni (lat. Lampanyctus pusillus) riba je iz porodice Myctophidae. Ovo je mala riba dubokih voda koja naraste do 4,3 cm duljine, živi na dubinama između 40 i 850 m, po danu na većim dubinama, između 425 i 850 m, a po noći ide prema površini gdje se zadržava na dubinama između 40 i 125 m. Tijelo mu je oblika cigare, s velikom, kratkom tupastom glavom i velikim izbuljenim očima smještenima prema naprijed, te ustima koja dopiru iza očiju. Repna peraja je vrlo račvasta (dubokog V profila), a leđna peraja kratka. Ima relativno dugačku repnu peraju. Hrani se zooplanktonom, najviše kopepodima i ostrakodima, posebno tijekom noći, a sam je hrana brojnim grabežljivcima. 

## Rasprostranjenost
Gušteran sićušni živi u svim oceanima, uglavnom na južnim dijelovima. U Atlantiku je prisutan po cijeloj njegovoj širini, počevši nešto južnije od Islanda i Grenlanda pa sve do 45°južno. Do iste južne zemljopisne širine živi i u Indijskom oceanu, a u Tihom oceanu živi u području južnog umjerenog pojasa, s izuzetkom peruanske struje s kojom dolazi i 10°N. Raširen je i po cijelom Mediteranu.

## Vanjske poveznice
|  | Wikivrste imaju podatke o taksonu Gušteran sićušni |